# Слобозија Корни (Галац)
Слобозија Корни (рум. Slobozia Corni) насеље је у Румунији у округу Галац у општини Гидиђени. Oпштина се налази на надморској висини од 48 m.

## Становништво
Према подацима из 2002. године у насељу је живело 781 становника, од којих су сви румунске националности.